# Lee Jong-wook (basebollspelare)
För andra betydelser, se Lee Jong-wook.
Detta är ett koreanskt namn; familjenamnet är Lee.
Lee Jong-wook, född den 18 juni 1980 i Seoul, är en sydkoreansk basebollspelare som tog guld för Sydkorea vid olympiska sommarspelen 2008 i Peking.
Lee representerade även Sydkorea vid World Baseball Classic 2009, när Sydkorea kom tvåa.